# Base aerea Maggiore Danilo Atienza
La base aerea Maggiore Danilo Atienza (inglese: Major Danilo Atienza Air Base o MDAAB), fino all'anno 1971 è stata una base delle forze americane di stanza nelle Filippine con il nome di Sangley Point Naval Air Base. Successivamente, dapprima con il nome di Sangley Air Base e col nome attuale dopo la reintitiolazione del 1992, è una base militare della Philippine Air Force, l'aeronautica militare di quel Paese.

## Storia
La base ospitò le forze dell'aviazione navale e dei marines statunitensi dalla sua apertura nel 1945 alla sua cessione. Insieme alla Cubi Point Naval Air Station fu un importante punto di riferimento per l'aviazione di marina durante la guerra del Vietnam.
Dopo l'acquisizione da parte delle Filippine nell'anno 1971, la base fu teatro di alcune vicende durante il tentato colpo di Stato del dicembre 1989 e, ospitando forze ribelli, venne attaccata da aerei dell'Aeronautica filippina fedeli al Governo. Durante gli attacchi diversi aerei ribelli vennero distrutti e il maggiore Danilo Atienza perse la vita schiantandosi al suolo con modalità mai completamente chiarite durante un attacco a bassa quota mentre comandava la sua squadriglia di Northrop F-5; la versione ufficiale attribuisce la sua caduta all'esplosione di un deposito carburante che avrebbe fatto stallare uno o entrambi i motori, durante una picchiata nell'attacco al suolo, ma dal filmato della caduta questo non si evince; testimoni affermano di aver visto dopo la sua caduta una coppia di F5 fare ulteriori passaggi e colpire bersagli al suolo con i cannoni da 20mm di bordo. Nel 1992 la presidente Corazon Aquino conferì al pilota la medaglia d'oro al valor militare e la base venne a lui intitolata.
Oggi ospita il 15º stormo d'attacco dell'aviazione filippina (15th Strike Wing).